# Adam Bohorič
Adam Bohorič (okolina Brestanice 1520 — 20. novembar 1598, Nemačka) je bio slovenački lingvist i smatra se zajedno sa Primožem Trubarjem i Jurijem Dalmatinom za tvorce slovenačke književnosti.

## Biografija
Nakon završetka studija lingvistike i glasbe u Vitenbergu je postao ravnatelj škole u Krškom. Takođe je bio ravnatelj škole u Ljubljani, gde je stavio slovenački jezik kao redovni predmet za početni stepen školovanja. To je do tada bilo neobičajno, jer su glavni jezici bili nemački i latinski u crkvi.
Adam Bohorič je najpoznatiji po tome, da je napisao prvi slovenački rečnik Zimske urice proste (lat. Articae horulae succisivae; Slobodni zimski časovi). U slovenački je prevedena tek 1987. od poznatog slavista Jože Toporišiča. Knjiga je bila štampana u nemačkom Vitenbergu. U toj knjizi je autor utemeljio pravopis, padeže i obliku slovenačkog jezika. U uvodu knjige je autor najavio, za tada, hrabre misli o budućnosti slovenačkog jezika.
Uprkos tome što je prvu knjigu na slovenačkom napisao Primož Trubar, tek je Adam Bohorič preciznije definisao slovenački črkopis, koji je nazvan po Adamu Bohoriču kao bohoričica.

## Spoljašnje veze
- Naslovnica Bohoričevog rečnika Articae horulae succisivae Архивирано на веб-сајту  (5. јул 2007)

1. ↑  Југословенски књижевни лексикон (2. изд.). Нови Сад: Матица српска. 1984. стр. 69.